# Hídvég (Szlovénia)
 Hídvég (korábban Lendvahídvég, szlovénül: Mostje, vendül: Idvejg) szlovéniai magyarok lakta falu Szlovéniában a Muravidéken. Közigazgatásilag Lendva községhez tartozik.

## Fekvése
Lendvától 5 km-re északnyugatra  közvetlenül a magyar határ mellett fekszik.

## Története
1644-ig a család kihalásáig volt a Bánffyak birtoka. Ezután a Nádasdy család birtoka lett. 1690- ben Eszterházy nádor több más valaha Bánffy-birtokkal együtt megvásárolta. Ezután végig a család birtoka maradt.
Fényes Elek szerint " Hidvég, magyar falu, Zala vmegyében: 128 kath. lak. F. u. h. Eszterházy. Ut. p. Alsó-Lendva."
1910-ben 219, túlnyomórészt magyar lakosa volt.
Közigazgatásilag Zala vármegye Alsólendvai járásának része volt. 1919-ben a Szerb–Horvát–Szlovén Királysághoz csatolták, ami tíz évvel később vette fel a Jugoszlávia nevet. 1941-ben a Muramentét a magyar hadsereg visszafoglalta és 1945-ig ismét Magyarország része volt, majd a második világháború befejezése után végleg jugoszláv kézbe került. 1991 óta a független Szlovén Köztársaság része. 2002-ben 363 lakosa volt.

## Nevezetességei
- Haranglába a 20. század első felében épült.
- Nepomuki Szent János tiszteletére szentelt utikápolnája a 18.és 19. század fordulóján épült.
- A Pihler-kápolna a 19. század második felében épült.